# Max-Günther Schrank
Max-Günther Schrank (Taufname August Max Günther Schrank, * 19. November 1898 in Rieden; † 22. September 1960 in Grünwald) war ein deutscher Offizier, im Zweiten Weltkrieg zuletzt Generalleutnant und Divisionskommandeur.

## Leben
Max-Günther Schrank trat während des Ersten Weltkrieges am 30. November 1916 als Rekrut in die Königlich Bayerische Armee ein und kam zum Gebirgs-Infanterie-Ersatz-Bataillon des I. bayerischen Armeekorps. Ab dem 26. Juni 1917 ging er dann mit dem 20. Königlich Bayerischen Infanterie-Regiment "Prinz Franz" in den Kriegseinsatz. Hier wurde er am 10. Oktober 1917 zum Fahnenjunker und am 30. Mai 1918 zum Fähnrich befördert und als Zugführer eingesetzt. Am 31. August 1918 zum Leutnant befördert, war er stellvertretender Kompanieführer.
Nach dem Krieg gehörte er zunächst dem Freikorps Epp an. Schrank wurde am 1. Oktober 1919 als Leutnant in die Vorläufige Reichswehr übernommen und dem Reichswehr-Jäger-Bataillon 42 zugeteilt. Ab Mitte Oktober 1919 diente er in der Feldkolonne 93, bevor er im November 1919 zum Reichswehr-Schützen-Regiment 42 versetzt wurde. Hier blieb er bis zur Bildung des 100.000-Mann-Heeres, bis er in das 19. Bayerischen Infanterie-Regiment  als Kompanieoffizier versetzt wurde. Im Sommer 1925 wurde er zum Oberleutnant befördert und dann für mehrere Jahre zur 12. (MG) Kompanie dieses Regiments versetzt. 1928/29 erfolgte die Versetzung zur 9. Kompanie des 19. Bayerischen Infanterie-Regiments nach Lindau (Bodensee). Hier blieb er bis zur Versetzung am 1. Oktober 1931 als Adjutant des I. Lehrgangs zur Infanterieschule Dresden.
Am 1. Juli 1933 wurde er wieder zu seinem bisherigen Verband versetzt und Chef der 11. Kompanie des Regiments. Bei der Erweiterung der Reichswehr zur Wehrmacht wurde er am 1. Oktober 1934 zum Kompaniechef im Infanterie-Regiment München befördert.
Bei der Enttarnung der Verbände am 15. Oktober 1935 zum Chef der 9. Kompanie vom Gebirgsjäger-Regiment 99 in Lindau ernannt, kam er am 6. Oktober 1936 zum Regimentsstab des Gebirgsjäger-Regiment 99 nach Füssen und wurde zum 1. Januar 1937 zum Major befördert. Am 1. April 1938 wurde er zum Adjutanten der Gebirgs-Brigade ernannt. Durch die Umbenennung des Stabes wurde er wenig später als Adjutant der 1. Gebirgs-Division eingesetzt. In dieser Funktion war er nach der Mobilmachung für den Zweiten Weltkrieg im Sommer 1939 eingesetzt. Mit diesem Großverband wurde er bei Anfang des Krieges im Spätsommer 1939 beim Überfall auf Polen eingesetzt. Ab Herbst 1939 befand sich seine Division an der Westfront und er nahm als Divisionsadjutant im Frühjahr 1940 am Westfeldzug teil.
Nach dem Westfeldzug wurde er zum 1. Juli 1940 zum Oberstleutnant befördert. Am 1. August 1940 zum Kommandeur des I. Bataillons Gebirgsjäger-Regiment 100 ernannt. Im Frühjahr 1941 führte er das Bataillon im Verband der 1. Gebirgs-Division im Balkanfeldzug.
Im Sommer 1941 kam er beim Angriff auf die Sowjetunion im Rahmen der Heeresgruppe Süd zum Einsatz. Schrank wurde am 17. Juli 1941 als Oberstleutnant mit dem Ritterkreuz des Eisernen Kreuzes ausgezeichnet.  Am 31. Juli 1941 gab er das Kommando ab und kam in die Führerreserve. Am 23. Januar 1942 wurde er zum Kommandeur des Infanterie-Lehrstab der 71. Infanterie-Division in Frankreich ernannt. Bereits am 1. April 1942 gab er das Kommando wieder ab und wurde am 10. Oktober 1942 zum Adjutanten (IIb) der Heeresgruppe A ernannt und in dieser Funktion im Südabschnitt der Ostfront beim Angriff auf den Kaukasus eingesetzt.
Zu dieser Zeit war der Stab für den Kuban-Brückenkopf verantwortlich. Am 23. Januar 1944 wurde er abgelöst und erneut in die Führerreserve versetzt und am 10. Februar 1944 als Nachfolger von Generalleutnant Julius Ringel mit der Führung der 5. Gebirgs-Division beauftragt. Zum 1. Mai 1944 wurde er zum Generalmajor befördert und zum Kommandeur der 5. Gebirgs-Division ernannt. Zum 1. November 1944 zum Generalleutnant befördert, gab er am 18. Januar 1945 sein Kommando an Oberst Hans Steets ab und wurde erneut in die Führerreserve versetzt.